# Општина Пландиште
Општина Пландиште је општина у Републици Србији. Налази се у АП Војводина и спада у Јужнобанатски округ. По подацима из 2004. општина заузима површину од 383 km² (од чега на пољопривредну површину отпада 34.488 ha, а на шумску 167 ha).
Седиште општине је градско насеље Пландиште. Општина Пландиште се састоји од 14 насеља. Према подацима са последњег пописа 2022. године у општини је живело 8.957 становника (према попису из 2011. било је 11.336 становника). У општини се налази 11 основних школа.

## Насељена места
Општину Пландиште чини 14 насеља:
| Насеље            | Број становника | Број становника | Промена (%) |
| Насеље            | Попис 2011.     | Попис 2022.     | Промена (%) |
| ----------------- | --------------- | --------------- | ----------- |
| Банатски Соколац  | 272             | 178             | -34,56%     |
| Барице            | 516             | 364             | -29,46%     |
| Велика Греда      | 1.158           | 922             | -20,38%     |
| Велики Гај        | 560             | 412             | -26,43%     |
| Дужине            | 147             | 85              | -42,18%     |
| Јерменовци        | 905             | 614             | -32,15%     |
| Купиник           | 238             | 152             | -36,13%     |
| Лаудоновац        | 21              | 10              | -52,38%     |
| Маргита           | 924             | 770             | -16,67%     |
| Марковићево       | 160             | 126             | -21,25%     |
| Милетићево        | 497             | 341             | -31,39%     |
| Пландиште         | 3.825           | 3.329           | -12,97%     |
| Стари Лец         | 963             | 825             | -14,33%     |
| Хајдучица         | 1.150           | 829             | -27,91%     |
| Општина Пландиште | 11.336          | 8.957           | -20,99%     |

## Етничка структура
| Етнички састав према попису из 2011.‍ | Етнички састав према попису из 2011.‍ | Етнички састав према попису из 2011.‍ | Етнички састав према попису из 2011.‍ | Етнички састав према попису из 2011.‍ |
| ------------------------------------ | ------------------------------------ | ------------------------------------ | ------------------------------------ | ------------------------------------ |
|                                      |                                      |                                      |                                      |                                      |
| Срби                                 | Срби                                 |                                      | 5.868                                | 51,62%                               |
| Мађари                               | Мађари                               |                                      | 1.280                                | 11,26%                               |
| Македонци                            | Македонци                            |                                      | 1.042                                | 9,17%                                |
| Румуни                               | Румуни                               |                                      | 784                                  | 6,90%                                |
| Словаци                              | Словаци                              |                                      | 616                                  | 5,42%                                |
| остали                               | остали                               |                                      | 749                                  | 6,59%                                |
| неизјашњени                          | неизјашњени                          |                                      | 1.027                                | 9,03%                                |
| укупно: 11.336                       |                                      |                                      |                                      |                                      |